# Lack of Communication
Lack of Communication är det Detroitbaserade garagerockbandet The Von Bondies debutalbum. Det gavs ut 2001 på Sympathy for the Record Industry i USA och i Storbritannien på Sweet Nothing Records.

## Låtlista
1. "Lack of Communication" - 3:32
2. "It Came from Japan" - 2:11
3. "Shallow Grave" - 3:11
4. "Going Down" - 1:54
5. "Cass & Henry" - 5:36
6. "Nite Train" - 3:29
7. "No Sugar Mama" - 1:57
8. "Cryin'" - 2:06
9. "In the Act" - 3:03
10. "Please Please Man" - 2:04
11. "Sound of Terror" - 9:18